# 비공식작전
《비공식작전》은 2023년에 개봉한 대한민국의 영화이다. 이 영화는 실화를 바탕으로 하며, 납치된 외교관 도재승 사건에서 영감을 받았다.

## 줄거리
1987년, 한국의 외교관 이민준은 레바논에서 실종된 동료를 구출하기 위해 현지로 향한다. 당시 한국 정부는 다가오는 대통령 선거와 올림픽 유치에 부정적인 영향을 미칠 것을 우려하여 이 사건을 은폐하려 한다. 이민준은 현지 택시 운전사 김판수의 도움을 받으며, 테러리스트들이 요구한 250만 달러의 몸값을 마련하고 인질 구출 작전을 펼친다. 이 과정에서 두 사람은 예상치 못한 위험과 마주하게 되며, 숨겨진 진실들이 하나씩 드러난다. 사건의 전말은 2047년 기밀 해제될 때까지 공개되지 않는다.

## 캐스팅

### 주연
- 하정우 : 이민준 역
- 주지훈 : 김판수 역

### 조연
- 임형국 : 오재석 역
- 김응수 : 안기부장 역
- 김종수 : 최강석 장관 역
- 박혁권 : 박형석 과장 역
- 유승목 : 이상옥 차관 역
- 번 고먼 : 카터 역
- 마르친 도로친스키 : 헤이스 역
- 페드 벤솀시 : 카림 역
- 카림 사이디 : 마헤드 역
- 아나스 엘 바즈 : 나지 역
- 니스린 아담 : 라일라 역
- 한수현 : 김성호 행정관 역
- 권은성 : 오재석 아들 오우영 역
- 홍지석 : 안기부 팀장 역

### 그 외 출연진
- 전신환 : 김치용 사무관 역
- 서영삼 : 외무부 경비원 역
- 이상원 : 외무부 중동과 직원 역
- 이채린 : 외무부 중동과 직원 역
- 양지수 : 외무부 중동과 직원 역
- 강도연 : 외무부 중동과 직원 역
- 한성수 : 외무부 중동과 직원 역
- 김민환 : 외무부 중동과 직원 역
- 전재형 : 외무부 중동과 직원 역
- 한민희 : 외무부 중동과 직원 / 민준 스탠드 인 역
- 한지호 : 외무부 중동과 직원 역
- 나영선 : 외무부 중동과 직원 역
- 박순정 : 외무부 중동과 직원 역
- 백승원 : 외무부 중동과 직원 역
- 전아희 : 외무부 중동과 직원 역
- 최정우 : 비서실장 역 (특별출연)
- 장소연 : 오지석 아내 역 (특별출연)